# Pedro Aspe
Pedro Carlos Aspe Armella (Ciudad de México, 7 de julio de 1950) es un economista y político mexicano, principal representante del proyecto económico puesto en marcha durante el gobierno de Carlos Salinas de Gortari, en el cual se desempeñó como secretario de Hacienda y Crédito Público.

## Biografía
Hijo de Pedro Aspe Sais, abogado y director general de El Palacio de Hierro, y Virginia Armella Maza. Estudió en el Instituto Patria en donde cursó la primaria, secundaria y el bachillerato.
Aspe es licenciado en Economía por el Instituto Tecnológico Autónomo de México (ITAM) (1974) y doctor en Economía por el Instituto Tecnológico de Massachusetts (1978).
Inició su actividad como director del área económica del ITAM. En 1980 se afilia al Partido Revolucionario Institucional (PRI), donde se desempeñó como asesor del entonces director general del Instituto de Estudios Políticos, Económicos y Sociales (IEPES) del PRI, Carlos Salinas de Gortari, posteriormente se desempeñó como primer presidente del Instituto Nacional de Estadística y Geografía, subsecretario de Programación de la Secretaría de Programación y Presupuesto y secretario de Programación y Presupuesto de 1987 a 1988 sustituyendo a Carlos Salinas de Gortari que había sido postulado candidato a la Presidencia de México.
Salinas lo nombró titular de la Secretaría de Hacienda y Crédito Público durante los seis años de su gobierno, como tal fue el principal impulsor del programa económico que incluía una renegociación de la deuda externa, otorgarle autonomía al Banco de México, disminuir la intervención del estado en la economía y un amplio programa de privatización de las compañías paraestatales. Fue considerado uno de los tres posibles precandidatos del PRI a la presidencia, junto a Luis Donaldo Colosio y Manuel Camacho Solís. 
Tras el asesinato de Colosio, ocurrido el 23 de marzo de 1994, Aspe fue visto como el precandidato con más posibilidades de suceder a Colosio, pero el artículo 82 de la Constitución establece que para ser candidato presidencial es necesario haber renunciado a Secretarías de Estado o gubernaturas seis meses antes de la elección, lo que lo hacía inelegible.
Su participación como titular de la Secretaría de Hacienda y Crédito Público le valió el reconocimiento de sectores especializados, y también la animadversión de otros, debido a la Política Económica aplicada en su gestión, que al final del Gobierno del presidente Carlos Salinas de Gortari dio como resultado el llamado Error de diciembre.
En 1996 fundó Protego Asesores, empresa que dirige actualmente. En 2005 presidió el Consejo de Administración de Volaris y 
fue contratado por el Gobierno del Distrito Federal (PRD), para renegociar su deuda en 2007. En 2009 es nombrado copresidente del consejo de Evercore Partners.
Está casado con la historiadora Concepción Bernal Verea, hija del antrópologo Ignacio Bernal y García Pimentel.